# Nord-Odal
Nord-Odal este o comună din provincia Innlandet, Norvegia.